# Élections européennes de 2004 au Luxembourg
Au Luxembourg, les élections européennes de 2004 se sont déroulées le 13 juin 2004 désigner les six députés européens luxembourgeois au Parlement européen, pour la législature 2004-2009.

## Mode scrutin
Les six eurodéputés luxembourgeois sont élus au suffrage universel direct dans une circonscription unique à l’échelle du pays. L'élection se tient au scrutin proportionnel pour départager les listes de six candidats présentées par les partis. Les électeurs peuvent soit voter pour les six candidats d'une liste, soit panacher les bulletins de vote pour sélectionner six candidats de différentes listes. 
Chaque partie se voit ensuite attribuer un nombre de sièges proportionnel au nombre total de suffrages exprimés pour ses candidats, les sièges étant alors attribués aux candidats de ce parti ayant obtenu le plus de voix.

## Résultats

### Répartition
| Parti | Parti                                       | Groupe au PE | Voix    | %       | +/-  | Sièges | +/- |
| ----- | ------------------------------------------- | ------------ | ------- | ------- | ---- | ------ | --- |
|       | Parti populaire chrétien-social             | PPE-DE       | 404 823 | 37,14 % | +5,4 | 3      | +1  |
|       | Parti ouvrier socialiste                    | PSE          | 240 484 | 22,06 % | -1,6 | 1      | -1  |
|       | Les Verts                                   | Verts/ALE    | 163 754 | 15,02 % | +4,3 | 1      | =   |
|       | Parti démocratique                          | ALDE         | 162 064 | 14,87 % | -5,6 | 1      | =   |
|       | Parti réformiste d'alternative démocratique |              | 87 666  | 8,04 %  | -1,0 | 0      | =   |
|       | La Gauche                                   |              | 18 345  | 1,68 %  | -1,1 | 0      | =   |
|       | Parti communiste luxembourgeois             |              | 12 800  | 1,17 %  | n/a  | 0      | n/a |